# Nanacamilpa (municipi)
Nanacamilpan és un municipi de l'estat de Tlaxcala. Nanacamilpan és el cap de municipi i principal centre de població d'aquesta municipalitat. Aquest municipi és a la part sud de l'estat de Tlaxcala. Limita al nord amb els municipis de Sactorum, al sud amb estat de Puebla, a l'oest amb San Pablo del Monte i a l'est amb Nativitas.